# Lingua zelandese
Lo zelandese (nome nativo: Zeêuws; in olandese: Zeeuws) è la denominazione di un gruppo di parlate dialettali della provincia di Zelanda (olandese Zeeland), nella parte sudoccidentale dei Paesi Bassi), e nell'isola di Goeree-Overflakkee.
Considerato comunemente come un dialetto olandese, lo zelandese si differenzia da esso soprattutto nella pronuncia, ma anche nella grammatica e nel vocabolario, in modo da risultare difficilmente comprensibile da coloro che non conoscono in modo approfondito la lingua olandese.
Lo zelandese fa parte secondo alcuni del gruppo di dialetti denominato fiammingo occidentale.

## Origine
Lo zelandese è un linguaggio regionale di transizione tra il dialetto olandese e il fiammingo occidentale. Nel Medioevo e all'inizio dell'era moderna lo zelandese era rivendicato sia dalla contea d'Olanda che dalla contea delle Fiandre comprese le aree sottoposte alla loro influenza. I rispettivi dialetti mostrano chiaramente un graduale aumento delle caratteristiche olandesi man mano che ci si sposta verso nord. Lo zelandese è ancora abbastanza coerente e semplice ai confini, poiché l'ampio braccio di mare forma delle forti isoglosse.

## Caratteristiche
Le principali differenze dall'olandese proprio sono le seguenti: lo zelandese ha tre generi grammaticali invece che due, e quindi mantiene lo scevà finale nelle parole femminili; fa uso di i e y invece di ij e ui piuttosto che spezzarli in ɛi e œy; addolcisce per lo più le aː in ɛː; rende l'antico germanico ai e au con i dittonghi eə e ɔə, là dove l'olandese li tiene assieme con le "e" ed "o" ed infine perde le "h".